# Aequorea parva
Aequorea parva är en nässeldjursart som beskrevs av Browne 1905. Aequorea parva ingår i släktet Aequorea och familjen Aequoreidae.
Artens utbredningsområde är Indiska oceanen. Inga underarter finns listade i Catalogue of Life.